# Фармерсвил (Калифорнија)
Фармерсвил (енгл. Farmersville) град је у америчкој савезној држави Калифорнија. По попису становништва из 2010. у њему је живело 10.588 становника.

## Демографија
Према попису становништва из 2010. у граду је живело 10.588 становника, што је 1.851 (21,2%) становника више него 2000. године.
| Група             | 2000.         | 2010.         |
| Белци             | 2.194 (25,1%) | 1.455 (13,7%) |
| Афроамериканци    | 35 (0,4%)     | 60 (0,6%)     |
| Азијати           | 100 (1,1%)    | 72 (0,7%)     |
| Хиспаноамериканци | 6.292 (72,0%) | 8.876 (83,8%) |
| Укупно            | 8.737         | 10.588        |